# Персея
Персе́я (лат. Persea) — род вечнозелёных деревьев и кустарников семейства Лавровые (Lauraceae). Насчитывается около ста видов, большей частью из тропических регионов Америки. Наиболее известный вид — Persea americana (авокадо, или персея американская): важная плодовая культура, культивируемая по всему свету ради съедобных плодов. Слово «авокадо» иногда используется в литературе и в качестве русского названия рода Persea.

## Название
Научное название рода образовано от имени древнегреческого мифологического героя Персея. Филип Миллер, который использовал это имя при описании данного рода, заимствовал его у древнегреческих авторов, Теофраста и Гиппократа, которые называли так некое египетское дерево — возможно, Cordia myxa или какой-то вид из рода Mimusops.

## Распространение
Род имеет разорванный ареал: около 70 видов растений распространены в тропиках и субтропиках Южной и Северной Америки; один вид — Персея индийская (Persea indica) — является эндемиком Макаронезии (встречается на Азорских и Канарских островах, на Мадейре), около 80 видов растут в Восточной и Юго-Восточной Азии.
Персею американскую (авокадо) культивируют во многих регионах планеты, в том числе в странах Карибского моря, во Флориде, в Израиле, в Африке.

## Биологическое описание
Представители рода — вечнозелёные быстрорастущие деревья высотой до 30 м, иногда кустарники.
Листья у растений эллиптические, кожистые.
Цветки невзрачные, у одних видов двуполые, у других однополые. Лепестков шесть. Тычинок девять. Пестик один.
Плод — односемянная ягода. Имеет грушевидную или круглую форму, у некоторых видов довольно крупная — к примеру, у персеи индийской (Persea indica) длина плода достигает 25 см.

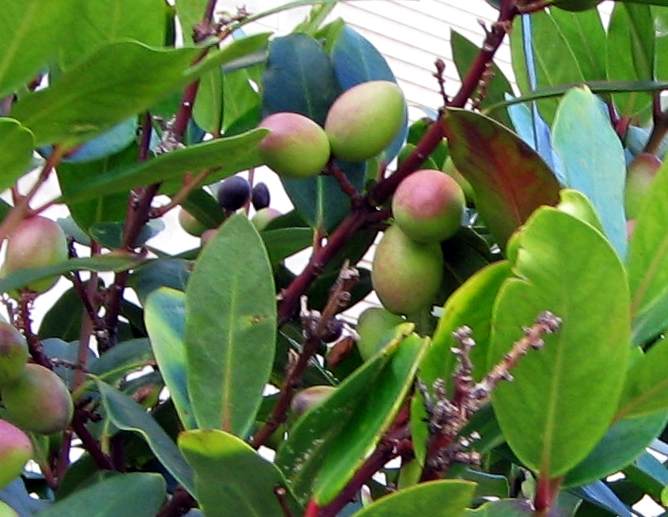
Persea indica
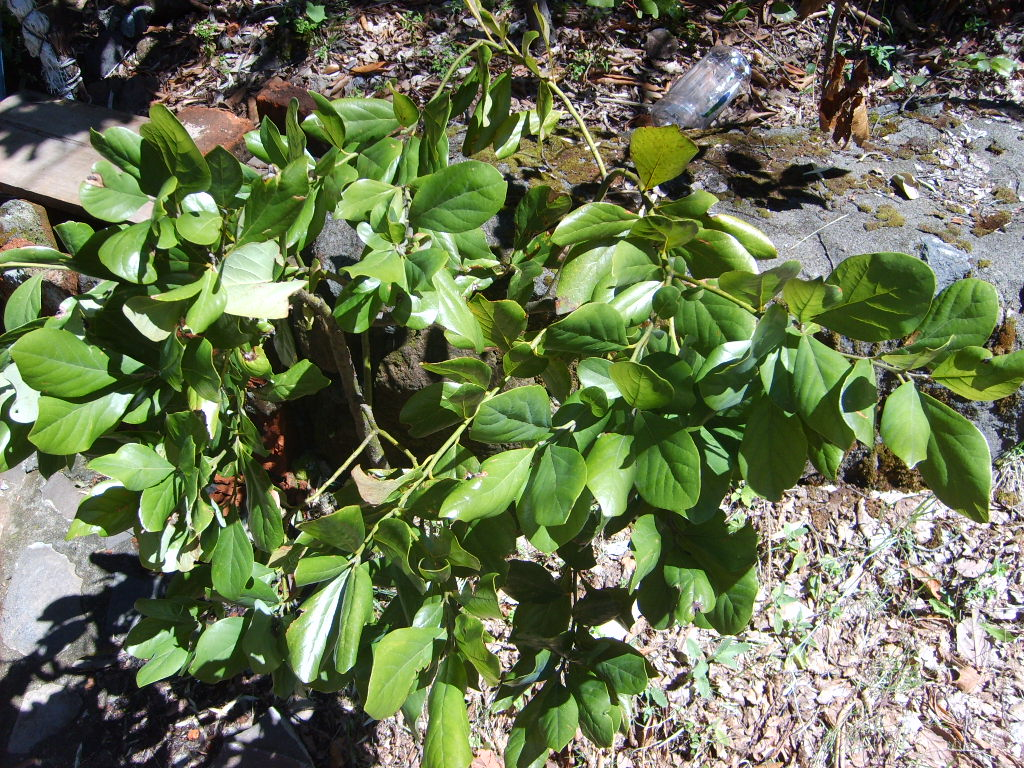
Persea lingue

## Культивирование

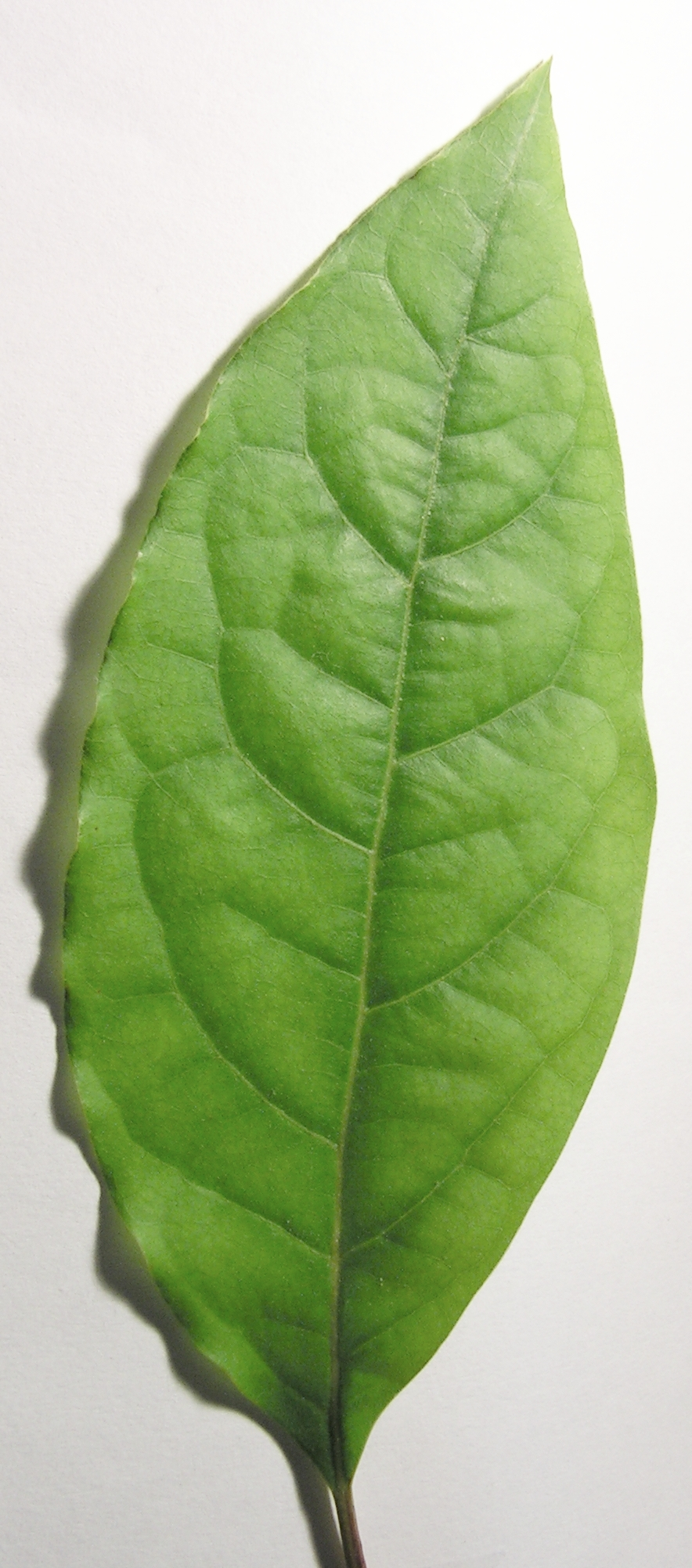
Лист авокадо (Persea americana)

## Виды
Некоторые виды по данным сайта GRIN (если не указано иное):
- Persea  Nees & Mart. (subg. Eriodaphne)
- Persea americana Mill. — Персея американская, или Авокадо (subg. Persea)
- Persea borbonia (L.) Spreng. — Персея бурбонская, или Красный лавр (subg. Eriodaphne)
- Persea caerulea (Ruiz & Pav.) Mez (subg. Eriodaphne)
- Persea donnell-smithii Mez (subg. Eriodaphne)
- Persea indica (L.) Spreng. — Персея индийская
- Persea lingue (Ruiz & Pav.) Nees [syn.  Persea meyeniana Nees] (subg. Eriodaphne)
- Persea longipes (Schltdl.) Meisn. (subg. Eriodaphne)
- Persea pallescens (Mez) Lorea-Hern. [syn.  Persea parvifolia L.O.Williams] (subg. Persea)
- Persea liebmannii Mez [syn.  Persea petenensis Lundell]
- Persea rigens C.K.Allen (subg. Eriodaphne)
- Persea schiedeana Nees (subg. Persea)
- Persea standleyi C.K.Allen (subg. Eriodaphne)
- Persea vesticula Standl. & Steyerm. (subg. Eriodaphne)

Ряд видов ранее относимых в роду Персея позже были перенесены в другие роды:
- вид Persea theobromifolia A.H.Gentry (1977) — Персея шоколаднолистная, или Персея теобромолистная отнесён к роду Кариодафнопсис (Caryodaphnopsis)[8]. Дерево высотой до 40 м с серовато-зелёными цветками и красновато-коричневыми обратнояйцевидными плодами. Встречается у подножия Анд в центральном Эквадоре. Редкое растение, занесено в Международную Красную книгу как вид, находящийся под угрозой исчезновения[9].
- Persea krugii Mez — Mutisiopersea[10].